# Xylotrechus raghidae
Xylotrechus raghidae là một loài bọ cánh cứng trong họ Cerambycidae.